# HMS Amphion (1911)
A HMS Amphion a Brit Királyi Haditengerészet egyik Active-osztályú felderítőcirkálója volt. A hajó építését 1911. december 4-én kezdték a Pembroke Dockyard hajógyárban. Ez volt az első brit hajó, ami az első világháborúban elsüllyedt. A roncs helyét az 1986-os roncsvédelmi törvény (Protection of Military Remains Act 1986) értelmében védetté nyilvánították.

## Pályafutása
Hadrendbe állításakor az Amphion lett a Harwich Force 3. romboló rajának vezérhajója. A hajók feladata a La Manche-csatorna keleti bejáratának védelme volt. Pályafutása elején a cirkáló, Frederic Charles Dreyer parancsnoksága alatt állt, de később, a háború kitörésekor, már Cecil H Fox kapitány volt felelős a hajóért.

### Elsüllyedése
1914. augusztus 5-ének délutánján az Amphion és a 3. romboló raj éppen járőrözött a tengeren, mikor egy halászhajóról értesítették, hogy egy gyanús hajót észleltek, ami „dolgokat dobál a vízbe”. A halászhajó megadta a gyanús hajó pozícióját, majd az Amphion és az általa vezetett hajók elindultak kivizsgálni az esetet. Nem sokkal később a hajók észrevették a tőlük keletre hajózó, 2150 tonnás SMS Königin Luise aknatelepítő hajót.  A Königin Luise korábban egy Hamburg és Hollandia között közlekedő komp volt, melyet a németek átalakítottak segéd aknatelepítő hajóvá. A hajó augusztus 4-én éjjel hagyta el az emdeni kikötőt, majd az Északi-tenger felé indult, hogy aknákat telepítsen a Temze torkolatához. A Königin Luise megtévesztően, sárgára és feketére volt festve. Ezek a színek a Harwich és Hook of Holland között közlekedő, Great Eastern Railway vasúttársaság gőzhajóin voltak jelen. Mikor a brit hajók közeledni kezdtek, a Königin Luise megpróbált elmenekülni, ami gyanús is lett a briteknek, így négy romboló, köztük a HMS Lance és a HMS Landrail, a német hajó után eredt. A közel egyórás hajsza után a német hajót utolérték és elsüllyesztették. A hajón 64-en haltak meg.
Az Amphion felvette a túlélők egy részét, majd folytatta volna addigi feladatát, de a rombolók ekkor észrevettek egy, az előzőhöz nagyon hasonlító hajót, amelyen egy hatalmas német zászló volt. A rombolók meg is támadták a hajót, miközben az Amphion legénysége beazonosította a hajót. Kiderült hogy a megtámadott hajó a St. Petersburg volt, ami a német nagykövetet szállította vissza Angliából Németországba. Az Amphion jelzett a rombolóknak, hogy hagyják abba a támadást, de azok a támadás hevében nem vették észre a jelzést. Ezután az Amphion a rombolók és a St. Petersburg közé hajózott, hogy elállja a lövedékek útját, így a német hajónak sikerült megmenekülnie.
Ezt követően az Amphion különösebb események nélkül folytatta az eredeti feladatát, egészen másnap reggel 3 óra 30 percig, mikor elindult Harwich felé. Az Amphion által választott útvonal viszont túl közel volt a Königin Luise által elaknásított területhez. Reggel 6 óra 30 perckor a brit cirkáló nekiment a német hajó egyik aknájának, ami ettől felrobbant. A robbanás következtében a hajón tűz ütött ki, amely beborította a parancsnoki hidat, így elzárva a kapitányt a hajó legénységétől. A hajó orrán lévő ágyú kezelői egy fő kivételével mind meghaltak, a hídon lévők pedig súlyosan megégtek. Mivel a hajó orrában a legénység egy része éppen reggelizett, a robbanás következtében többen meghaltak, vagy megfulladtak. Amikor a kapitány visszanyerte cselekvőképességét, leszaladt a hajtóműhöz és leállította a motorokat, mivel a hajó még ekkor is 20 csomós sebességgel haladt. Mivel ekkorra már a hajó egész orra égett, lehetetlen volt elérni a parancsnoki hidat, vagy elárasztani az elöl lévő lőszerraktárakat.
A hajót kísérő rombolóknak sikerült közel menniük a lángoló hajóhoz és átmenteni az Amphion legénységét, illetve a német hadifoglyokat. Bár a brit cirkáló motorjai már álltak, a hajó még sodródott az aknamező felé. 7 óra 3 perckor, pont három perccel azt követően, hogy a utolsó mentőcsónak is elhagyta a hajót, az Amphion ismét aknára futott. A hajó orrában lévő lőszerraktár felrobbant, majd a szétrepülő roncsdarabok megrongálták a menekülő mentőcsónakokat valamint a közelben álló rombolókat. A süllyedő hajó egyik lövedéke pont a HMS Lark fedélzetére esett, így megölve az Amphion legénységének 2 tagját valamint egy német foglyot. Ezt követően az Amphion, kevesebb mint 15 perc alatt, elsüllyedt. A balesetben körülbelül 150 brit és 18 német tengerész vesztette életét. A britek ekkor még csak 36 órája álltak háborúban.

## Lásd még
- HMS Amphion nevet viselő hajók listája.